# Stefanów (Zagacie)
Stefanów – przysiółek wsi Zagacie w Polsce położony w województwie śląskim, w powiecie częstochowskim, w gminie Koniecpol. 
Przysiółek wchodzi w skład sołectwa Zagacie.
W latach 1975–1998 przysiółek administracyjnie należał do województwa częstochowskiego.